# François Gény
François Geny (nascido em 17 de dezembro de 1861 em Baccarat - 16 de dezembro de 1959 em Nancy) foi um jurista francês, célebre pela sua crítica ao método de interpretação baseado na exegese  de textos legais e regulamentares, e que mostrou a força criativa do costume e propôs fazer um grande movimento à livre pesquisa científica dos métodos de interpretação.

## Biografia
Após os estudos de direito em Nancy (1878-1887) , François Gény ensinou direito romano em Alger (1888-1889), direito civil e direito internacional em Dijon (1890-1900), onde ele se ligou a Raymond Saleilles. Após, ensinou direito civil em Nancy (1901-1931), onde se tornou reitor da faculdade de direito (1919-1925). Como tal, restabeleceu em 1923 o ensino do direito natural em disciplina denominada introdução filosófica ao estudo do direito
Foi nomeado membro correspondente do instituto em 1930, comandante da Légion d’Honneur em 1934 e recebeu nove diplomas de doutor honoris causa de universidades estrangeiras: Groningue (1914), Louvain (1927), Varsóvia (1929), Bruxelas (1929), Genebra (1930), Jassy (1934), Lausanne (1935), Bâle (1936) e Atenas (1937). Em 1933, a Academia Americana de Artes e ciências de Boston o elegeu membro honorário estrangeiro.
Seu pai, Alfred Geny, É guarda geral das águas e florestas em Baccarat (1857-1862), posteriormente, sub-inspetor de águas e florestas em Thionville e em Moselle até a anexação desta região pela alemanha (1862-1871). Sua mãe, Marie-Eugénie Huin, é a filha de um tabelião em Raon-l’Étape (Vosges).
Seu avô paterno, Alexandre-Esprit Geny, negociante e proprietário em Nancy, reencontrou o pai Henri Laccordaire, lá chegado em 1843 para restabelecer a Ordem dos Dominicanos, cuja espiritualidade influenciou toda a família. François Gény é o quarto de doze crianças. Dois de seu irmãos são padres jesuítas, dos quais um professor na Universidade Gregoriana de Roma, e uma de suas irmãs a superiora da Congregação das Pequenas Irmãs dos Pobres. Em 1894, ele se casa com Antonie Busqet, filha do diretor do domínio militar da Sociedade Schneider, tendo com ela oito filhos.

## Obra

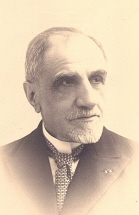
François Gény em 1934

Numa época quando se ensinava o Código Civil Francês de 1804 nas cadeiras de direito civil, Gény escolheu um método de interpretação independente da vontade do legislador, entendendo que tal vontade não prevalecia ao longo dos anos. No seu Método de Interpretação e Fontes em Direito Privado Positivo: Ensaio Crítico, publicado em 1899, ele procura demonstrar que não é necessário procurar na lei mais soluções além das que estão contidas em sua fórmula e que, sobretudo, o costume, a tradição doutrinária e a livre investigação científica forneciam ou criavam o complemento de um direito positivo que não era vinculado artificialmente à lei.
Em Ciência e Técnica em Direito Privado Positivo, publicado entre 1914 e 1924, Gény procura descobrir a exata fonte de onde brotam os princípios e as regras, ou seja o direito em si, e a atingir pelas vozes combinadas do conhecimento e da ação. Segundo ele, a ciência se serve de todos os procedimentos do conhecimento e se aplica ao dado. Sociologia, economia, linguística, filosofia e teologia figuaram entre as fontes da livre investigação científica.

## Publicações
- Essai critique sur la méthode d’interprétation juridique en vue d’une orientation nouvelle des études de droit privé *Universidade de Dijon, Revue bourguignonne de l’enseignement supérieur, t.VII de 1897 e t.VIII de 1898
- Méthode d‘interprétation et sources en droit privé positif: essai critique - 1899 - Prefácio de Raymond Saleilles
- La technique législative dans la codification civile moderne dans le code civil. Livre du centenaire - 1904 - p. 989-1038
- Les procédés d’élaboration du droit civil dans les méthodes juridiques - 1910 - p. 173-196
- Des droits sur les lettres missives principalement en vue du système positif français; essai d’application d’une méthode critique d’interprétation -1911 - 2 vol.
- Méthode d’interprétation et sources en droit privé positif - segunda edição - 1919- 2 vol.
- Science et technique en droit privé positif: nouvelle contribution à la critique de la méthode juridique - 4 tomos publicados de 1914 a 1924
- La notion de droit en France - in Archives de philosophie du droit de sociologie juridique - 1931
- La laïcité du droit naturel - in Archives de philosophie du droit de sociologie juridique - 1933
- Justice et force: pour l’intégration de la force dans le droit - in Etudes à la mémoire d’H.Capitant - 1938- p. 241-257
- Evolution contemporaine de la pensée juridique dans la doctrine française - in Etudes offertes à G.Ripert -1950- t.I, p. 3-8
- Ultima verba - 1951

## Nota
- Este artigo foi inicialmente traduzido, total ou parcialmente, do artigo da Wikipédia em francês cujo título é «François Gény», especificamente desta versão.